# Polydore Hochart
Pour les articles homonymes, voir Hochart.
Polydore Hochart (Saint-Pierre, 25 octobre 1831 - Bordeaux, 16 février 1916) est un armateur et un écrivain français s’intéressant aux études littéraires, religieuses et historiques.

## Présentation
Cet agrégé de l'enseignement secondaire[Information douteuse] a écrit des livres, généralement sous le pseudonyme de H. Dacbert. Il a notamment remis en cause l’authenticité des Annales et des Histoires de Tacite.
Selon Polydore Hochart, ces deux œuvres de Tacite seraient des faux. Elles auraient été écrites par Le Pogge, humaniste italien du XVe siècle, remaniant le fil des événements en faveur des chrétiens, particulièrement dans le cadre des persécutions des chrétiens sous l'Empire romain. Cette hypothèse ne fait que reprendre celle émise quelques années plus tôt, en 1878, par John Wilson Ross dans un livre intitulé Tacitus and Bracciolini: The annals forged in the XVth century. Polydore Hochart a aussi contesté l'authenticité des Lettres de Pline le Jeune à Trajan concernant les chrétiens de Bithynie, en trouvant un peu plus d'écho.
Ces hypothèses ont « rencontré la plus totale indifférence, manuels ou bibliographies ne la mentionnent même pas ». De nos jours, les historiens rejettent les thèses soutenues par Hochart, tant sur Tacite que sur Pline le Jeune,. Ils admettent que ces passages de Tacite et Suétone, très défavorables aux chrétiens, ne constituent pas des interpolations,. Les vues de Polydore Hochart relèvent selon eux de la méthode hypercritique.

## Ouvrages principaux
- Observations sur les classes d'adultes, présentées au comité d'administration de la Société philomathique, Bordeaux, impr. Gounouilhou, 1864.
- Sénèque et la mort d'Agrippine, étude historique, Leyde, E. J. Brill, 1884.
- Étude sur la signification de quelques mots du Nouveau Testament, Leyde, 1884.
- « Persécution des chrétiens sous Néron » in Annales de la Faculté des lettres de Bordeaux, 1884, 2e fascicule, p. 44-167. Article consultable ici sur Gallica, ou sur ce site.
- Études au sujet de la persécution des chrétiens sous Néron, Paris, E. Leroux, 1885.
- Études sur la vie de Sénèque, Paris, E. Leroux, 1885.
- Études d'histoire religieuse, Bordeaux, impr. Gounouilhou, 1884.
- De l'Authenticité des Annales et des Histoires de Tacite. Ouvrage accompagné de 5 pages des manuscrits de Florence et de 68 lettres de Poggio Bracciolini, Paris, E. Thorin, 1890.
- Nouvelles considérations au sujet des Annales et des Histoires de Tacite, Paris, Thorin et fils, 1894.

## Articles liés
- Le Pogge
- Tacite
- Persécutions des Chrétiens
- Hypercritique